# Logistikbrigade 1 (Schweiz)
Koordinaten: 46° 58′ 36,6″ N, 7° 28′ 25,1″ O; CH1903: 602664 / 202863
Die Logistikbrigade 1 (Log Br 1) der Schweizer Armee ist ein großer Verband, zusammengesetzt aus mehreren logistischen Formationen (Bataillone, Kompanie), der von einem Brigadier geführt wird. Die Log Br 1 besteht seit dem 1. Januar 2004 im Rahmen der Armee XXI.

## Geschichte
In der Armee 95 waren für die Logistik die Sanitätstruppen, Veterinärtruppen, Versorgungstruppen, Materialtruppen, Transporttruppen und der Feldpostdienst verantwortlich. Diese Formationen der Logistik, es handelte sich um 6 Versorgungsregimenter mit insgesamt 13 Versorgungsbataillonen, waren in den Territorialdivisionen und -brigaden eingeteilt, welche den Armeekorps unterstellt waren. Am 31. Dezember 2003 wurde die Armee 95 aufgelöst und damit auch die letzten eingeteilten Versorgungsformationen.
Mit der Armee XXI, in Kraft ab 1. Januar 2004, wurde die Logistik XXI eingeführt. Die verschiedenen ehemaligen Versorgungsformationen erhielten nun die Bezeichnung Logistiktruppen, in welchen die Sanität und Logistik zusammengefasst ist.
Die neu geschaffene Logistikbrigade 1 (Log Br 1) wurde der Logistikbasis der Armee (LBA) unterstellt, welche für die gesamte Logistik und Versorgung der Armee zuständig ist.
Erstmals wurden alle Logistikformationen in einem einzigen großen Verband zusammengefasst. Die Log Br 1 umfasst 20 Bataillone, aktive und Reservebataillone, mit 68 Einheiten, eine Durchdienerkompanie und total ca. 13.500 Angehörige der Armee (AdA).

## Gliederung

### Ordre de bataille (OB) Log Br 1, Stand 1. Januar 2004

#### Führung
Brigadestab
1 Führungsunterstützungsbataillon:
- FU Bat 15

#### Sanität
4 Spitalbataillone:
- Bat hôp 2
- Spit Bat 5
- Spit Bat 7 Res
- Bat hôp 9 Res

3 Mobile Spitalbataillone:
- Bat mob hôp 66
- Mob Spit Bat 75
- Mob Spit Bat 43 Res

1 Sanitätslogistikbataillon:
- San Log Bat 81

Total 8 Bataillone

#### Logistik
6 Mobile Logistikbataillone:
- Bat mob log 21
- Bat mob log 22
- Mob Log Bat 51
- Mot Log Bat 52
- Mob Log Bat 61 Res
- Mob Log Bat 62 Res

4 Logistikbataillone:
- Log Bat 92
- Log Bat 101
- Log Bat 121 Res
- Log Bat 131 Res

Total 10 Bataillone

#### Transporte
1 Transportbataillon:
- VT Bat 1

#### Durchdiener
1 Kompanie:
- Log Ber Kp 104 DD, 3 Kp pro Jahr

Reserve Formationen: Res

### Veränderungen 2005 bis 2015
- Ab 1. Januar 2005 neu unterstellt: Bat infra 1, Infra Bat ad hoc, Infra Bat 2, Infra Bat 3, Infra Bat 4
- Am 31. Dezember 2005 aufgelöst: Infra Bat ad hoc, Infra Bat 3, Infra Bat 4
- Ab 1. Januar 2006 verbleiben: Infra Bat 1, Infra Bat 2 Res
- Am 31. Dezember 2008 aufgelöst: Mob Spit Bat 43 Res
- Ab 1. Januar 2009 Spit Bat 66 und 75 nicht mehr Mob Spit Bat
- Ab 2010 Zuweisung der 4 (5) Log Bat an die fünf Armeelogistikcenter (ALC):

| ALC          | Bataillon                         |
| ------------ | --------------------------------- |
| Grolley      | Bat log 21                        |
| Thun         | Log Bat 51                        |
| Othmarsingen | Log Bat 52                        |
| Monteceneri  | Log Bat 92 (wird neu aufgestellt) |
| Hinwil       | Log Bat 101                       |

Ab 1. Januar 2011: Bat mob log 21 und 22 werden zu Bat log 21 zusammengelegt; Bat mob log 22 aufgelöst. Mob Log Bat 21, (22), 51, 52, 101, neu Log Bat und nicht mehr Mob Log Bat. Mob Log Bat 61 Res, Mob Log Bat 62 Res, neu, Log Bat und nicht mehr Mob Log Bat. Log Bat 92 aufgelöst
Log Bat 131 aufgelöst
Ab 1. Januar 2015: Neue Formationen
Sanitätssupportbataillon: San Sup Bat 9 und Logistiksupportbataillon: Log Sup Bat 61

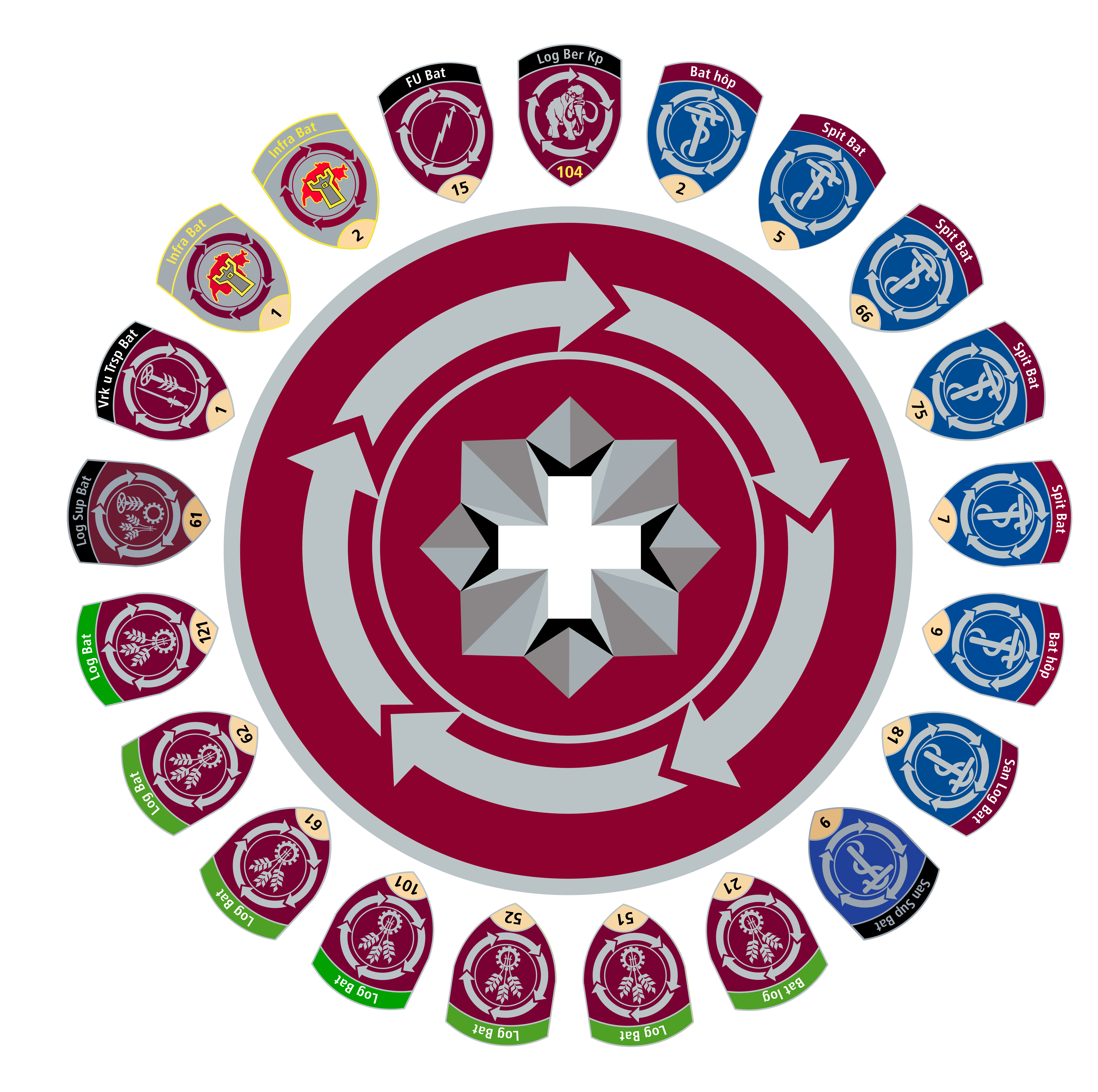
Die Logistikbrigade 1 und ihre unterstellten Bataillone

### Ordre de Bataille (OB) Log Br 1, Stand 1. Januar 2016

#### Führung
Brigadestab
1 Führungsunterstützungsbataillon: FU Bat 15

#### Sanität
6 Spitalbataillone:
- Spit Bat 2
- Spit Bat 5
- Spit Bat 66
- Spit Bat 75
- Spit Bat 7 Res
- Spit Bat 9 Res

1 Sanitätslogistikbataillon:
- San Log Bat 81

1 Sanitätssupportbataillon:
- San Sup Bat 9

Total 8 Bataillone

#### Logistik
7 Logistikbataillone:
- Bat log 21
- Log Bat 51
- Log Bat 52
- Log Bat 101
- Log Bat 61 Res
- Log Bat 62 Res
- Log Bat 121 Res

1 Logistiksupportbataillon:
- Log Sup Bat 61

Total 8 Bataillone

#### Verkehr und Transport
1 Transportbataillon:
- VT Bat 1

#### Infrastruktur
2 Infrastrukturbataillone:
- Infra Bat 1
- Infra Bat 2 Res

#### Durchdiener
1 Kompanie:
- Log Ber Kp 104 DD, 3 Kp pro Jahr

### Ordre de Bataille (OB) Log Br 1, Stand 10. Dezember 2021

#### Führung
Brigadestab
1 Stabskompanie: Log Br Stabskp 1

#### Sanität
4 Spitalbataillone:
- Spit Bat 2
- Spit Bat 5
- Spit Bat 66
- Spit Bat 75

1 Sanitätslogistikbataillon:
- San Log Bat 81

1 Sanitätssupportbataillon:
- San Sup Bat 9

Total 6 Bataillone

#### Logistik
5 Logistikbataillone:
- Bat log 21
- Log Bat 51
- Log Bat 52
- Log Bat 92
- Log Bat 101

1 Logistiksupportbataillon:
- Log Sup Bat 61

Total 6 Bataillone

#### Verkehr und Transport
1 Transportbataillon:
- VT Bat 1

#### Infrastruktur
1 Infrastrukturbataillone:
- Infra Bat 1

#### Durchdiener
1 Kompanie:
- Log Ber Kp 104/204 DD, 3 Kp pro Jahr

## Auftrag
Die Logistikbrigade 1 ist Teil der statischen und mobilen Logistik, mit Raum Schweiz und wird definiert als großer logistischer Verband mit den Hauptaufgaben:
- jährliche logistische Bedarfsplanung an Gütern und Leistung;
- Führung der laufenden Logistikaktionen;
- Unterstützung der Brigaden, Territorialregionen, Lehrverbände, Betriebe der Logistik mit Logistischen Leistungen;
- Ausbildung der unterstellten Formationen.

Die Grundaufträge der Logistikbrigade 1 lauten:
- Erstellung der Grundbereitschaft der Stäbe und Bataillone;
- Erbringung logistischer Leistungen im Auftrag der LBA;
- Bereitschaft für kurzfristige Einsätze zu Gunsten der LBA;
- Sicherstellung der sanitätsdienstlichen Leistungen;
- Schulung der Stäbe und Verbände in ihren Hauptaufträgen;
- Ausbildung der Kader, inklusive derjenigen der Reserveformationen.

## Einsätze
Die Logistikbrigade 1 kann folgende Einsätze leisten:
- Die Logistikbataillone stellen sicher, dass sich die Armee rasch ausrüsten und in den Einsatz gelangen kann. Sie versorgen die Einsatzkräfte rundum und reparieren Fahrzeuge und Geräte
- Die Spitalbataillone sind die Reserve im Gesundheitswesen und können Menschen vielfältig helfen. Sei es für die Grundpflege einer großen Anzahl Patienten in improvisierten Pflegestationen, für Transporte vieler Patienten oder zum Beispiel um eine große Anzahl Impfungen durchzuführen
- Das Sanitätslogistikbataillon stellt mit der Armeeapotheke Medikamente für Notlagen her
- Das Verkehrs- und Transportbataillon bewegt Güter und Menschen und regelt den Verkehr.
- Die Durchdienerkompanie kann viele der obigen Einsätze sogar innert Stunden erfüllen.

## Truppenstärke
Die Logistikbrigade 1 umfasst die militärischen Formationen der Logistikbasis der Armee (LBA) und besteht aus rund 14‘000 Angehörigen der Armee (AdA), gegliedert in 20 Bataillone (14 aktive / 6 Reserve), einer Durchdienerkompanie und einem Betriebsdetachement. Sie kann die LBA unterstützen, die Armee rasch ausrüsten, eine große Anzahl Patienten für die Grundpflege aufnehmen, Medikamente für Notlagen herstellen sowie Güter und Menschen bewegen.

## Motto, Werte und Emblem
«Ohne uns kein Einsatz» fasst als Motto der Logistikbrigade deren Relevanz und Rolle zusammen.
Die Werte Integrität, Loyalität, Diversität und Agilität werden in der Brigade besonders hervorgehoben. An diesem «moralischen Kompass» orientiert, «lebt die Logistikbrigade auf allen Stufen ein modernes und zeitgemässes Führung- und Verantwortungsbewusstsein vor.»
Im Emblem der Logistikbrigade 1 symbolisieren die fünf Pfeile die fünf Prozesse der Logistik. Diese Logistikprozesse lassen sich wie folgt beschreiben:
- Infrastruktur: schützt, unterhält, kontrolliert
- Instandhaltung: prüft, repariert, pflegt
- Nachschub/Rückschub: übernimmt, liefert, lagert
- Sanitätsdienst: schützt, hilft, pflegt
- Verkehr und Transport: erkundet, koordiniert, befördert

## Kommandanten Log Br 1

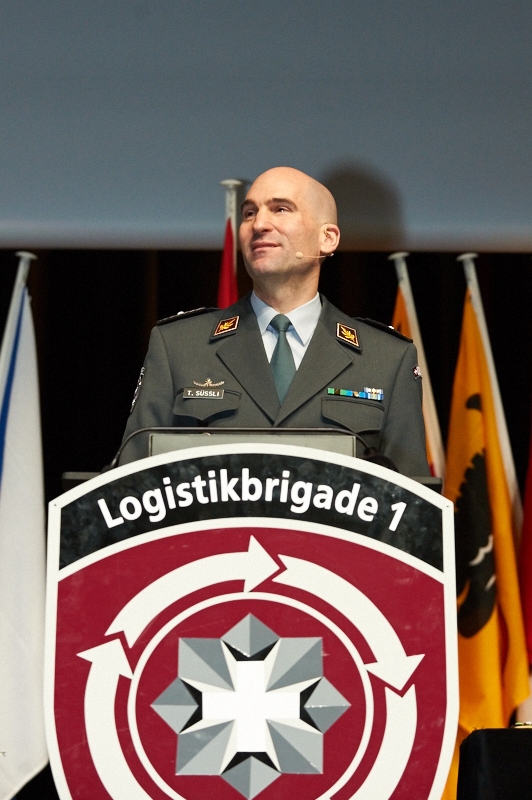
Brigadier Thomas Süssli am Jahresrapport 2016 in Lausanne

- Brigadier Daniel Roubaty, 1. Januar 2004 – 31. Mai 2008
- Brigadier Melchior Stoller, 1. Juni 2008 – 31. Dezember 2010
- Brigadier Thomas Kaiser, 1. Januar/1. Februar 2011 – 30. Juni 2015 (Die Kommandoübernahme erfolgte am 1. Januar 2011 und die Beförderung zum Brigadier am 1. Februar 2011)
- Brigadier Thomas Süssli, 1. Juli 2015 – 31. Dezember 2017
- Brigadier Silvano Barilli, 1. Januar 2018 – 31. Dezember 2021
- Brigadier Meinrad Keller, 1. Januar 2022 – Heute